# Krameria tomentosa
Krameria tomentosa là một loài thực vật có hoa trong họ Krameriaceae. Loài này được A. St.-Hil. miêu tả khoa học đầu tiên năm 1828.